# Nebridio de Egara
San Nebridio (en latín: Nebridius; catalán: Nebridi; final del siglo V circa 545),  también conocido como Nebridio de Egara (Nigridius en latín), fue un sacerdote católico hispano visigodo, obispo de Egara (actual Tarrasa) al menos entre 516 y 527), persona notable y venerada que vivió en un período de reconstrucción tras las Invasiones germánicas en la península ibérica.

## Biografía
Según Isidoro de Sevilla, procedía de una familia ilustre de la Tarraconense: sus hermanos Justo de Urgel, Justiniano de Valencia y Elpidio de Huesca, prelados cultos, llegaron a ser obispos en las provincias Cartaginense y Tarraconense. Probablemente, los cuatro se formaron en el monasterio de Asan, en la Ribagorza, importante centro de espiritualidad y cultura del Pirineo, dirigido por san Victoriano de Assan.
La actual diócesis de Tarrasa existió en la antigüedad como diócesis de Egara, erigida en la mitad del siglo V como desmembramiento de parte del territorio de la diócesis de Barcelona, siendo su primer obispo Ireneo a mediados del siglo V. Como sucesor suyo, aunque no inmediato, Nebridio participó en el Concilio de Tarragona de 516, en cuyas actas firmó "Nibridius minimus sacerdotum, Sanct Ecclesia Egarensis minister" en último lugar por orden de antigüedad, lo que indica que hacía poco que había sido consagrado obispo; también asistió al Concilio de Gerona de 517 y, junto con su hermano Justo, al II Concilio de Toledo de 527 que reclamó los derechos metropolitanos del obispo toledano, aunque éste fue concilio provincial.
Al concilio de Barcelona de 540 asistió un prelado del mismo nombre, titulado obispo de Barcelona, a quien algunos autores identifican como Nebridio de Egara suponiendo que fue trasladado de diócesis. Debió morir antes del 546, pues en el concilio de Lérida de este año la diócesis egarense estuvo ya representada por el obispo Tauro.
Durante su episcopado se construyeron tres iglesias nuevas como sede, antecesoras de las actuales iglesias del Conjunto monumental de las iglesias de San Pedro de Tarrasa. Isidoro dijo que fue escritor eclesiástico, pero su obra no se conserva.
Venerado como santo, figura así en todos los documentos posteriores, como en santorales y libros litúrgicos visigóticos, aunque no se sabe nada de su canonización: su culto desapareció después del Concilio de Trento.